# Pedro de Alvarado

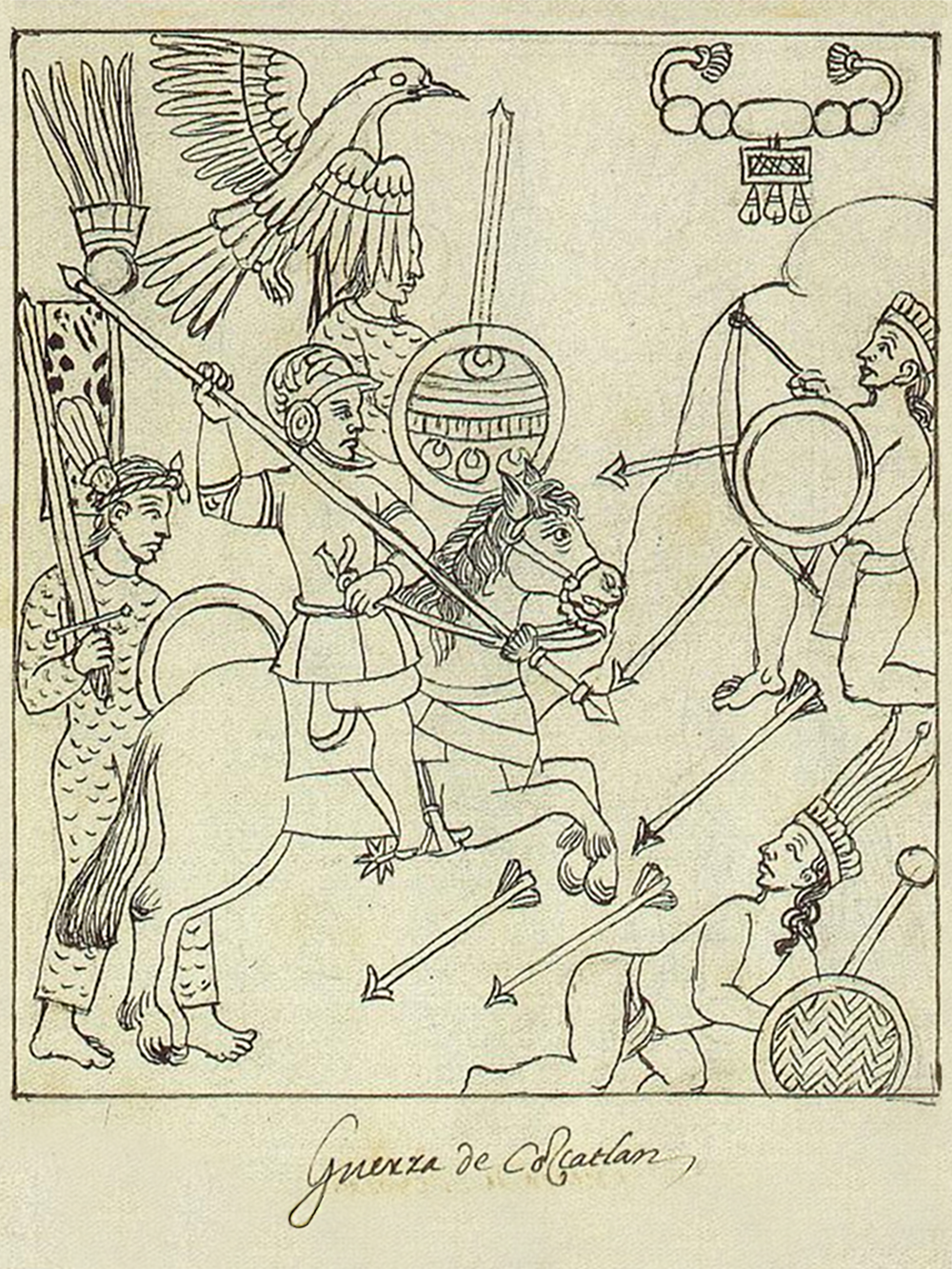
Detalle del Manuscrito de Glasgow representando a Pedro de Alvarado liderando a los guerreros tlaxcaltecas en la Guerra de Cuzcatlán.

Pedro de Alvarado y Contreras «Tonatiuh» (Badajoz, Extremadura, Reino de Castilla, 1485-Guadalajara, Reino de la Nueva Galicia, Virreinato de la Nueva España, 4 de julio de 1541), I adelantado, gobernador y capitán general del Reino de Guatemala, caballero de la Orden de Santiago, fue un conquistador español que participó en la conquista de Cuba, en la exploración por Juan de Grijalva del golfo de México y de las costas de Yucatán, y en la conquista de México-Tenochtitlán dirigida por Hernán Cortés, así como en la conquista del área maya en gran parte de América Central (Guatemala, Honduras, El Salvador y partes de Nicaragua), pudiéndolo haberlo sido también del Perú, si no fuera por su renuncia a favor del adelantado Diego de Almagro. Fue conocido por el sobrenombre de Tonatiuh, que significa el Sol en lengua náhuatl.

## Origen y familia
Nació en Badajoz, Extremadura, c. 1485, proveniente de una familia perteneciente a la antigua nobleza castellana, siendo hijo de Gómez de Alvarado y Messía de Sandoval, general de la frontera con Portugal, maestresala del rey Enrique IV, alcalde de Montánchez, caballero trece de la Orden de Santiago y su comendador en Lobón, Puebla, Montijo y Cubillana, y de su esposa Leonor de Contreras y Carvajal, hija a su vez de Gonzalo de Contreras y Carvajal y de su esposa Isabel de Trejo y Ulloa (hija de los VII señores de Grimaldo, Almogrague y La Corchuera).
Su abuelo paterno, el cántabro Juan de Alvarado y Dávila-Bracamonte, alcaide de Alburquerque, caballero y comendador de Hornachos en la Orden de Santiago, era a su vez hijo de Garcí Sánchez de Alvarado o "del Varado", señor de la Casa Fuerte del Varado en Secadura, corregidor de Córdoba en tiempos de Juan II de Castilla, recordado como uno de los caballeros que participaron en la toma de la Vega de Granada en 1435, junto a Fernán Álvarez de Toledo y de su esposa, Leonor de Bracamonte, nacida en el Palacio de Bracamonte, por ser hija de sus constructores, el mariscal de Castilla don Álvaro Dávila, señor de Peñaranda y de Fuente el Sol, camarero mayor del infante Fernando de Aragón, y su esposa Juana de Bracamonte y Mendoza, hija del célebre Robert de Bracquemont, llamado en España "mosén Rubí de Bracamonte", almirante de Francia, capitán de la guardia pontificia del antipapa Benedicto XIII, y de su primera esposa Inés de Mendoza y Ayala (a su vez hija de Pedro González de Mendoza, IX señor de la Casa de Mendoza, de Hita, Buitrago, regente y capitán general del Reino de Castilla, mayordomo mayor del rey Enrique II de Castilla, ayo del príncipe don Juan, y de su esposa Aldonza de Ayala, hermana del poeta Pero López de Ayala, canciller mayor de Castilla).
Algunos de sus hermanos tuvieron un rol igualmente preponderante en la conquista española de América, entre los que destacan Jorge de Alvarado quien estuvo casado con Luisa de Estada (supuesta nieta del rey Fernando el Católico), Gómez de Alvarado y Contreras, Gonzalo de Alvarado, entre otros.

## Llegada a América y conquista de Cuba (1509-1511)
En 1510, con 25 años, desembarcó en La Española, junto a sus hermanos Gonzalo, Jorge, Gómez, Hernando y Juan, los cuales llegaron a la isla como parte del séquito del virrey Diego Colón, hijo primogénito de Cristóbal Colón. Un año después, bajo las órdenes de su pariente Diego Velázquez, participó en la conquista de Cuba.

## Expedición de Grijalva (1518)
En 1518 acompañó a Juan de Grijalva como capitán de un navío en su viaje de exploración por las costas de Yucatán y el Golfo de México, en el que se produjo el descubrimiento de Cozumel. Fue el primero en navegar el río Papaloapan, razón por la cual se nombró "Alvarado" a la población cercana a su desembocadura. 

## Conquista de México (1519-1521)
Varios hermanos Alvarado se unieron a Cortés en el puerto de la Trinidad, cuando iniciaba su viaje, entre ellos Jorge, Gonzalo, Gómez, Juan y Pedro. Este último fue el primer capitán de Hernán Cortés durante la conquista de México.

### Expedición a Tlaxcala y matrimonio
Participó en la batalla sostenida contra los tlaxcaltecas dirigidos principalmente por Xicohténcatl. Tras una cruenta resistencia, el líder de las fuerzas tlaxcaltecas fue obligado a capitular, presionado fuertemente por su padre homónimo, Xicohténcatl "el Viejo", tlatoani de Tizatlán. En la capitulación, siguiendo la costumbre mesoamericana, se pactó el doble matrimonio de los hermanos Pedro y Jorge de Alvarado (los capitanes solteros de mayor rango), con dos princesas tlaxcaltecas, hermanas de Xicohténcatl e hijas del tlatoani "Xicohténcatl el viejo". 
Pedro contrajo matrimonio con Tecuelhuetzin, quien fue bautizada como doña Luisa. Su hermano Jorge fue casado con la princesa Xicot, quien fue bautizada como doña Luisa. Los matrimonios se hicieron solamente por el rito indígena, de estilo polígamo, de modo que los hermanos tuvieron libertad para casarse con otras mujeres sin ofensa de partes.[cita requerida] Pedro contrajo más tarde dos sucesivos matrimonios por el rito católico, durante los cuales doña Luisa permaneció a su lado hasta su muerte.

### Avanzada a Tenochtitlán
Tras la conquista de Tlaxcala, realizó una inspección de avanzada junto con Bernardino Vázquez de Tapia hacia las inmediaciones de Tenochtitlán con el fin de observar y determinar la mejor ruta; Vázquez de Tapia cayó enfermo de calenturas en el camino y Alvarado tuvo que completar la misión, ambos regresaron a Cholula para informar a Cortés los pormenores. Fue entonces cuando los indígenas le pusieron el apodo de Tonatiuh.

### La matanza del Templo Mayor
En 1520, en ausencia de Cortés, que había ido al encuentro de Pánfilo de Narváez, Pedro de Alvarado, que había quedado al mando, ordenó la matanza del patio del Templo Mayor que precedió a la derrota de los españoles conocida como la Noche Triste. Recriminado por Cortés, que se vio obligado a volver apresuradamente a Tenochtitlan a socorrerlo, alegó que los aztecas estaban preparando sacrificios humanos para la fiesta del Tóxcatl (quinto de los dieciocho meses del calendario mexica), incumpliendo su promesa de no hacerlo, y que había sido advertido de que con la fiesta se preparaba una trampa para atacar a los españoles.
Desde la perspectiva de los españoles, Bernal Díaz del Castillo justifica (aunque con cierto escepticismo) la agresión contra la nobleza mexica en el Templo Mayor, puesto que según se había él enterado, los mexicas se habían propuesto asesinar a Pedro de Alvarado, que como se ha dicho, había quedado a cargo de las tropas españolas en México-Tenochtitlan. El asesinato sería efectuado en el contexto de la celebración de Tóxcatl. A ello habría que añadir el disgusto de los españoles por la celebración de un rito considerado pagano por ellos, que implicaba la remoción de la efigie de la Virgen María y la Cruz que los españoles habían colocado en el Templo de Huitzilopochtli, con el propósito de la celebración indígena.
Muchas fuentes coinciden en denunciar que Alvarado ordenó sin previo aviso que se atacara a los danzantes de la fiesta, asesinando a cuatrocientas personas desarmadas. Los testimonios aztecas recogidos por Fray Bernardino de Sahagún describen una cruel carnicería. Este hecho provocó una fuerte reacción por parte de los ciudadanos, indignados y temerosos de mayores barbaridades. El conflicto desembocó en una batalla campal con considerables pérdidas para las tropas castellanas.

### El salto de Alvarado
Durante la huida de Tenochtitlan en la Noche Triste, algunos cronistas le atribuye haber realizado un prodigioso salto sobre un canal apoyado en su lanza. El mítico gesto, conocido como "Salto de Alvarado", presuntamente pudo ocurrir cerca de la actual calle de la Ciudad de México, antes llamada Puente de y renombrada Av. México-Tenochtitlan.
La leyenda procede de Francisco López de Gómara, que no fue testigo ocular, y es desmentida con gran rotundamente por Bernal Díaz del Castillo, el cual esgrime que la profundidad del agua y la anchura del canal salvado descartarían la viabilidad de la acrobacia, y que, de todos modos, nadie se habría percatado de ella de haber ocurrido, ocupados como estaban en salvar sus vidas. Por el contrario, Díaz dice saber con seguridad que la historia del salto fue una completa invención del conquistador Gonzalo de Ocampo, del contingente de Francisco de Garay, que compuso un libelo ridiculizando a Alvarado al retratarle como ingenioso para la huida.
Se ha especulado sobre una posible relación entre este hecho legendario y una actividad deportiva tradicional cántabra conocida como salto pasiego, ya que una parte la familia de Alvarado provenía de Cantabria oriental.  

## Conquista de Guatemala, El Salvador, Honduras y partes de Nicaragua (1521-1529)

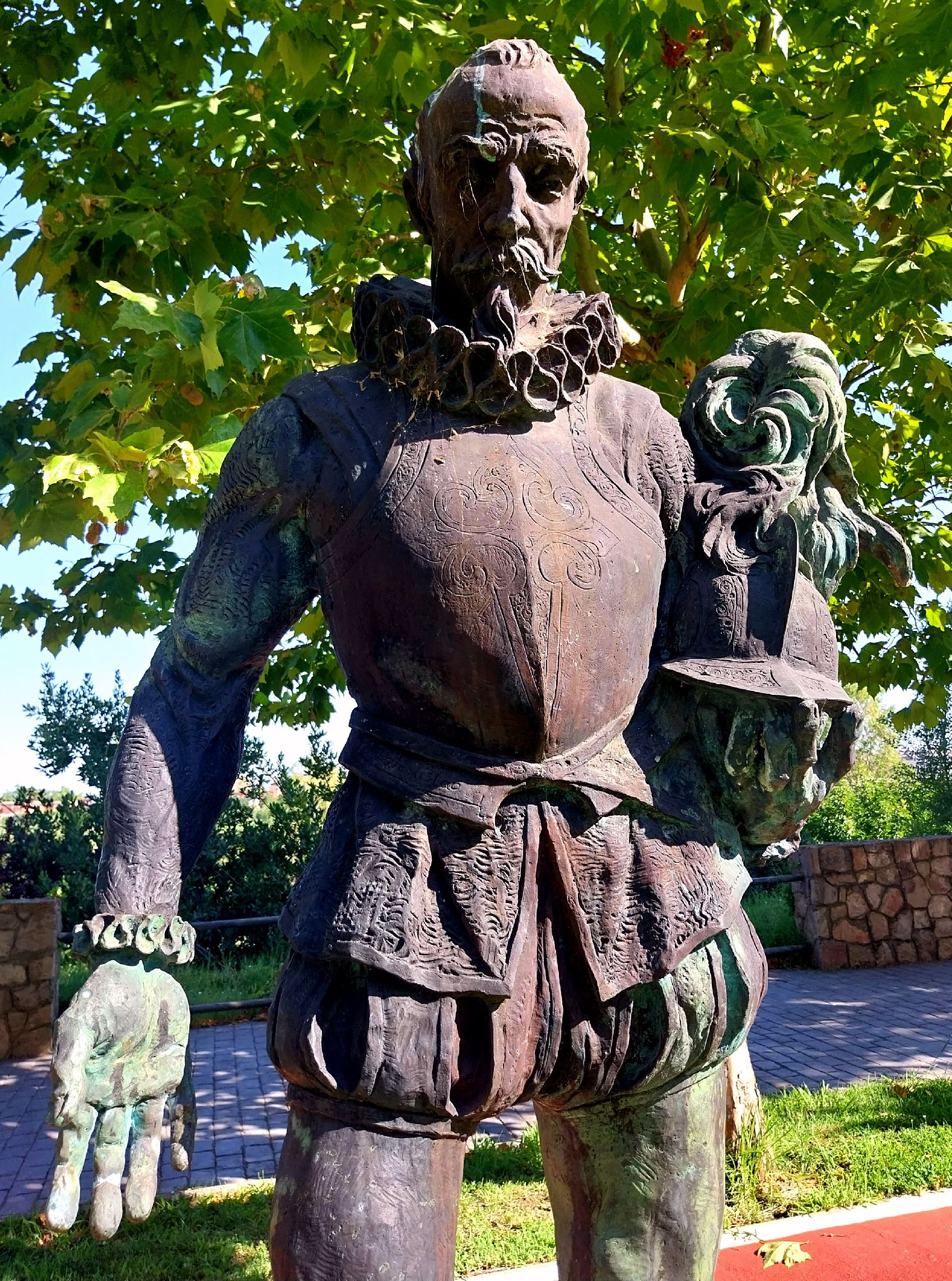
Monumento a Pedro de Alvarado en su Badajoz local

Tras la toma de Tenochtitlan en 1521, Cortés lo comisionó para otras expediciones más al sur,convirtiéndose en conquistador de Guatemala y El Salvador —junto a sus hermanos Jorge de Alvarado y Gonzalo de Alvarado— y participando, junto a Cortés, en la conquista de Honduras.
En 1524, Pedro de Alvarado ordenó la fundación de la primera capital colonial de Guatemala: Santiago de los Caballeros inicialmente en Iximché (Tecpán), luego refundada en 1527 en el valle de Almolonga (hoy el barrio de San Miguel Escobar en Ciudad Vieja, Sacatepéquez), tras una revuelta indígena.
En 1525 ordenó a Gonzalo de Alvarado la fundación de la villa de San Salvador en el Señorío de Cuzcatlán, para someter a los naturales de esas tierras. Ambas localidades llegaron a tener tanta preponderancia en sus respectivas provincias jurisdiccionales que terminaron por convertirse en capitales de las repúblicas de Guatemala y El Salvador, respectivamente; aunque ninguna de las dos permaneció en su emplazamiento original.
En 1527 viajó a España y se entrevistó con Carlos V y recibió los nombramientos de gobernador, capitán general y adelantado de Guatemala. Su amistad con el propio Cortés se quebró a raíz de su casamiento en con Francisca de la Cueva, pariente del secretario real Francisco de los Cobos, a pesar de que previamente se había acordado que se casaría con la prima de Hernán, Cecilia Vázquez. El deterioro de la relación llegó hasta el punto de Cortés no visitó a Alvarado cuando ambos coincidieron en Sevilla en 1528.  Alvarado trataría de desvincularse de Cortés por todos los medios, incluso acusándole de conspirar contra él.
A su retorno a América, en 1529, Alvarado se encontró con una situación difícil. Francisca murió al poco de llegar, y el presidente de la Real Audiencia, Nuño de Guzmán, intervino los bienes de Alvarado hasta dejarlo casi en pobreza. Seguidamente tuvo lugar un disturbio en el que Gonzalo de Salazar, partidario de Guzmán, insultó al emperador por permitir regresar a Cortés como capitán general de Nueva España, por lo que Alvarado le retó a duelo. En represalia, Guzmán hizo arrestar a Alvarado y lo encarceló tras un proceso. Sin embargo, con las noticias de la inminente llegada de Cortés, Guzmán lo liberó, temiendo que el capitán general aún ayudase a su antiguo camarada. Alvarado pudo así regresar a Guatemala y asumir sus nombramientos.
Alvarado también Invadió el oeste de Nicaragua desde desde el sur de Honduras, principalmente para ayudar a luchar contra los Nahua Nicaraos y los Chorotegas, las civilizaciones más poderosas en Nicaragua. Esta fue conocida como la batalla de los siete capitanes porque varios conquistadores compitieron por ser el primero en derrotar a los indígenas y anexar Nicaragua a la corona. Francisco Hernández de Córdoba resultó vencedor.

## Intervención en la conquista de los incas (1534)
Las noticias sobre las riquezas de los incas y la conquista que emprendió Francisco Pizarro llegaron a oídos de Alvarado en Guatemala. Solicitó y consiguió permiso del Rey de España para hacer descubrimientos y conquistas en las tierras de las provincias de Quito del Imperio Inca que estuvieran fuera de los límites asignados a Francisco Pizarro.

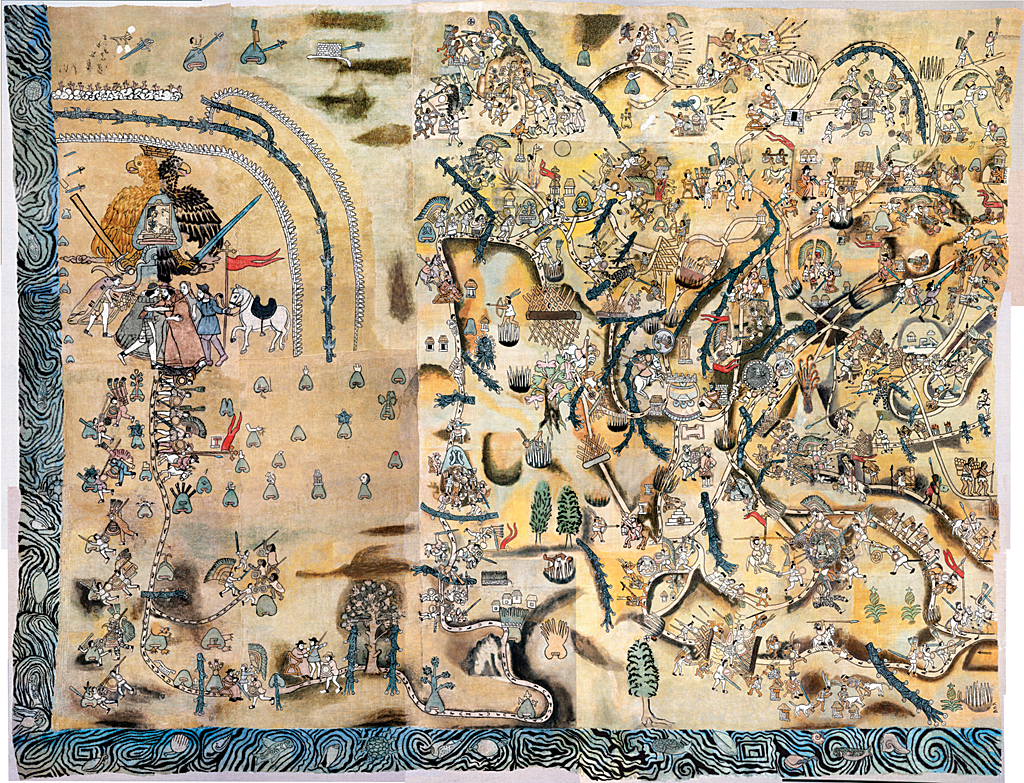
Lienzo de Quauhquechollan, representando la campaña de su hermano Jorge de Alvarado al mando de los guerreros quauhquecholtecas en la conquista de Guatemala

Construyó su flota en el Pacífico Sur, donde fundó el Puerto de Iztapa (en Guatemala). A principios de 1534 se hizo a la vela con una flota compuesta por ocho navíos, en los cuales se embarcaron 500 infantes bien armados, 227 caballos y 2000 indígenas de Guatemala. Bartolomé de las Casas, en su Brevísima Relación, recuerda la mortandad de indios que generaban estas expediciones, tanto por obligarlos a transportar hasta el Mar del Sur los materiales con los que se construían los barcos, como por las duras condiciones de los viajes y trabajos.
Para la expedición de Pedro de Alvarado, de sus 4000 hombres, la mitad fueron un contingente de tlaxcaltecas. En ello influenció su matrimonio con Tecuelhuetzin Xicohténcatl (también llamada Doña Luisa Xicohténcatl), por el que Alvarado recibió el apoyo masivo de los Tlaxcaltecas, que participaron por fidelidad a la "princesa Xicohténcatl". su vez que se quedaron unos 750 Tlaxcaltecas en los Reinos del Perú, de los cuales unos 200 participaron en la fundación de Lima (capital del Virreinato Peruano) y el resto participó en la refundación de Cuzco.
El 25 de febrero de 1534 Alvarado desembarcó en la bahía de Caráquez; pasó luego a Charapotó, donde fundó la Villa Hermosa de San Mateo de Charapotó; de ahí a Jipijapa, a Paján y al río Daule. Volvió a retroceder hacia los bosques de Paján, donde se detuvo algún tiempo. Sus fuerzas avanzaron por el sur hasta mucho más arriba de Chonana, y por el norte bajaron tanto que llegaron hasta el territorio de Nono, en la actual provincia de Pichincha, a pocos kilómetros de Quito.
Desde Nono, desandando muchas leguas, tornaron a los bosques pantanosos de Chimbo en la región occidental, por donde, ya juntándose de nuevo toda la expedición, empezaron a ascender la cordillera de los Andes hasta salir a las alturas de Ambato. Como Alvarado estuvo perdido en las provincias del litoral durante los meses de febrero, marzo y abril, sufrió las molestias de las lluvias de invierno, cuando en la costa los llanos y todo el suelo en general se vuelve anegadizos e intransitable. Saliendo a la planicie interandina, en agosto, pasó la cordillera precisamente en la época de los mayores vientos y de las más fuertes nevadas.
Pedro de Alvarado llegó a las llanuras de Ambato, actualmente en Ecuador, con un ejército debilitado, ya que llevaba muchos meses padeciendo las inclemencias de la selva costanera, en la que se perdieron porque los guías indígenas que habían retenido a la fuerza lograron huir. 
Por esta razón, no estaban en condiciones de enfrentarse con Diego de Almagro y Sebastián de Belalcazár y prefirieron llegar a un arreglo amistoso el 26 de agosto de 1534, que consistió en que Pedro de Alvarado recibiría una indemnización por los gastos que había hecho en tan malhadada expedición y, a cambio, Diego de Almagro y Gonzalo Pizarro consiguieron que Pedro de Alvarado les cediera los barcos, caballos y hombres que quisieran quedarse. Pedro de Alvarado, finalmente, regresó a Guatemala. 
Francisco López de Gómara, en su Historia General de las Indias, cifra la indemnización en cien mil pesos de oro, que fueron pagados, cumpliendo la palabra de Almagro. Por otra parte, se quedaron unos 750 Tlaxcaltecas en los Reinos del Perú, de los cuales unos 200 participaron en la fundación de Lima (capital del Virreinato Peruano) y el resto participó en la refundación de Cuzco.

### Mala acogida en Ecuador-Quito
En las actas del cabildo colonial de San Francisco de Quito se reveló la mala acogida y descontento general que Pedro de Alvarado provocó en las empresas conquistadoras encabezadas por Diego de Almagro y que estaban vinculadas a las expediciones de los territorios del entonces Reino de Quito, de acuerdo con las provisiones entregadas por Francisco Pizarro como gobernador de la Nueva Castilla. 
En algunos de los primeros documentos originales del cabildo colonial de Quito, se expresan los “pareceres” a los que tuvo que recurrir el propio mariscal Diego de Almagro para negociar con Alvarado y no fomentar la impopular acogida que originó su estadía en las tierras del norte del Perú, apenas oída su llegada desde Guatemala.

## Proyecto de expedición a las Islas Molucas (1539-1540)
En 1533, luego de que la reina Juana I de Castilla emitió una real cédula otorgándole a Francisco de Montejo la gobernatura del territorio comprendido desde el río Cupilco en Tabasco hasta el río Ulúa en Hibueras, Montejo se trasladó a Centroamérica para realizar campañas militares en contra de los lencas, pero también Pedro de Alvarado había sido enviado con el mismo propósito por el virrey Antonio de Mendoza y Pacheco. Debido al conflicto de intereses, en 1539 se realizó una permuta del territorio de Chiapas que pertenecía a Alvarado por el territorio de Hibueras; ante esta perspectiva Montejo se trasladó a Ciudad Real de Chiapa.
Alvarado no soportó mucho tiempo la inactividad como gobernador de Guatemala y Honduras, antes de solicitar y obtener de la corona otro encargo de exploración, esta vez a las lejanas islas Molucas, en el Pacífico asiático. 

Se encontraba preparando esta expedición y deambulando con su flota por el Pacífico mexicano cuando fue requerido por el virrey Antonio de Mendoza y Pacheco, que quería participar en la empresa. Pero antes le haría a Alvarado un encargo militar que habría de ser el último: sofocar la rebelión de indios caxcanes y chichimecas que había estallado en Nueva Galicia (en lo que hoy es el estado de Jalisco, México).

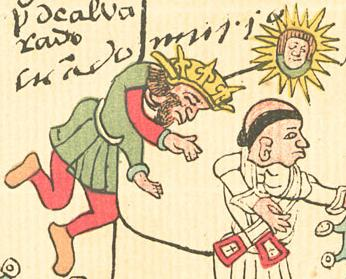
Muerte de Alvarado, representada en el Códice Telleriano-Remensis. Junto a su cabeza aparece su nombre en.

## Guerra del Mixtón y muerte en Nochistlán (1541)

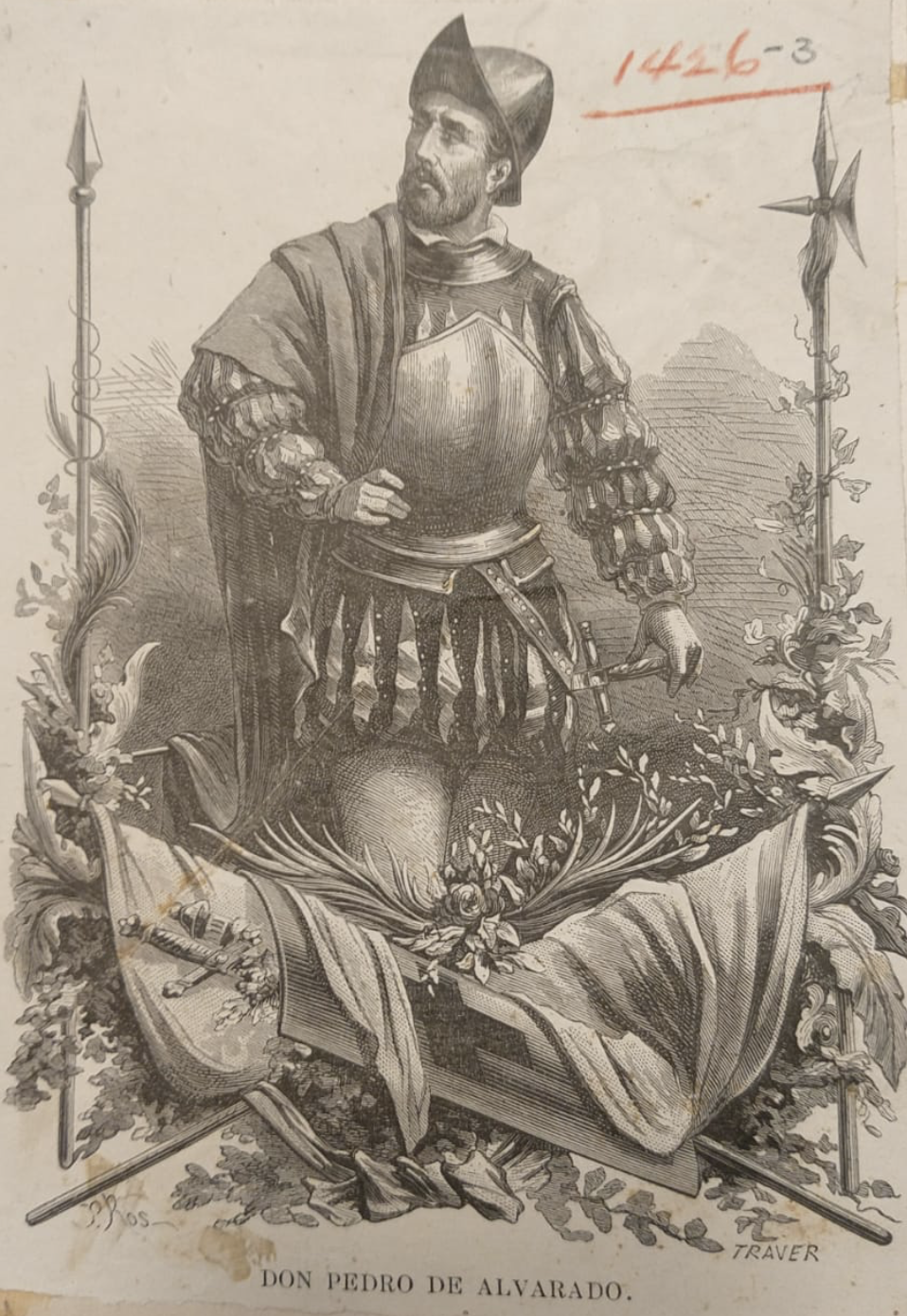
Grabado de Pedro de Alvarado hecho en el s.XIX

En esa última acción militar, conocida como Guerra del Mixtón, el 24 de junio de 1541 Alvarado fue muerto a consecuencia de las heridas sufridas en un encuentro contra los indios chichimecas, arrollado por el caballo del escribano Baltasar de Montoya durante una huída   en el Cerro del Mixtón.
Los indios eran comandados por Francisco Tenamaxtle, un caxcán bautizado que se había levantado en armas. Sucedió en Nochistlán, en el sur de lo que hoy es el estado de Zacatecas, donde se le había otorgado ya título de ciudad con el nombre de Guadalajara, la cual ha mudado de lugar en tiempos posteriores, devolviéndose al antiguo poblado su nombre originario.
Murió el 4 de julio de 1541. Su cuerpo fue enterrado primero en la iglesia de Tiripetío, Michoacán, y trasladado en 1568 por su hija, Leonor Alvarado Xicoténcatl, a una cripta de la catedral de San José de Santiago de Guatemala (hoy Antigua Guatemala), junto al de su mujer, Beatriz de la Cueva, llamada la sinventura, por haber enviudado poco después de suceder a su hermana como mujer de Alvarado, y luego sobrevivió a su marido solo otro año.
El cuerpo del conquistador y fundador de la ciudad sigue en dicha iglesia después de que fracasara el intento de enterrarlos en un monumento levantado en su memoria debido a la presión popular.
Luego de la muerte de Pedro de Alvarado en la guerra del Mixtón, al quedar vacante la gubernatura de Hibueras, la Real Audiencia de los Confines solicitó a Francisco de Montejo ejercer nuevamente el cargo en Hibueras, entre 1542 y 1544. No obstante, dejó el nombramiento y las gubernaturas de Tabasco y Chiapas, presentando sus respectivos juicios de residencia.

## Matrimonios y descendencia
Contrajo primer matrimonio en la ciudad de Tlaxcala con la princesa Tecuelhuetzin, más tarde conocida como doña Luisa Xicoténcatl, hija de Xicohténcatl "el Viejo", tlatoani de Tizatlán, hermana del príncipe Xicoténcatl y de la princesa Xicot, primera esposa de Jorge de Alvarado. Su matrimonio fue anulado por la Iglesia, siendo el único que le daría hijos, considerados ilegítimos dentro del marco legal español, y por lo tanto, no aptos para heredar los cargos de su padre (como en el adelantamiento). Sin embargo, heredaron sus bienes y contrajeron importantes matrimonios en su época. Éstos fueron:
- Pedro de Alvarado y Xicoténcatl
- Leonor de Alvarado y Xicoténcatl (1524), casada en primer matrimonio con el capitán Pedro Portocarrero, lugarteniente en la conquista de Guatemala (sin descendencia), y en segundo matrimonio con el licenciado Francisco de la Cueva y Villacreces, teniente de gobernador y capitán general de Guatemala, caballero y comendador en la Orden de Santiago[19] (primo de las dos siguientes esposas de Pedro de Alvarado), con quien procreó una amplia descendencia.
- Diego de Alvarado y Xicoténcatl (m. 1554)

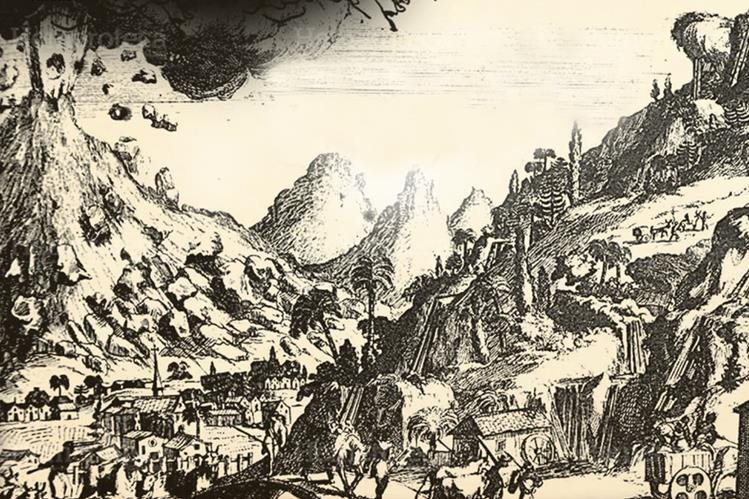
Catástrofe de 1541 en la que murió Beatriz de la Cueva, gobernadora interina de Guatemala tras la muerte del adelantado.

Tras su anulación eclesiástica, que para su desgracia acarraría la condición de ilegitimidad de su única descendencia, contrajo matrimonio por segunda vez con su pariente Francisca de la Cueva, dama de la emperatriz Isabel de Portugal, e hija de Luis I de la Cueva, señor de Solera, y de doña María Manrique de Benavides (cuya madre Beatriz de Valencia y Bracamonte, era prima hermana de Juan de Alvarado y Bracamonte, abuelo del propio Pedro de Alvarado, por ser ambos nietos de Álvaro Dávila y Juana de Bracamonte), sin embargo, su vida fue corta, muriendo tras su desembarco en Veracruz.
Tras la inesperada muerte de su esposa, Alvarado consiguió la respectiva dispensa papal, gracias a la intercesión de Francisco de los Cobos, secretario del emperador, para contraer un siguiente matrimonio con Beatriz de la Cueva, hermana de su anterior esposa Francisca, y al igual que ella, también dama de la emperatriz Isabel de Portugal, quien ha pasado a la historia por el nombramiento de gobernadora que le otorgó el cabildo de Guatemala al conocerse la muerte del adelantado Pedro de Alvarado en el Mixtón.  
El cargo lo mantuvo tan solo por dos días, ya que moriría en compañía de sus damas de compañía en la capilla de las Casas Reales, a consecuencia del "alud" que arrasó la ciudad de Santiago de los Caballeros de Guatemala el 11 de septiembre de 1541, donde morirían alrededor de seiscientos habitantes de la ciudad. 

## Ancestros
| \| \| \| \| \| \| \| \| \| \| \| \| \| \| \| \| \| \| \| \| 16. Fernán Sánchez del Varado, señor de la Casa del Varado \| \| \| \| \| \| \| \| \| \| \| \| \| \| \| \| \| \| \| \| \| \| \| \| \| \| \| \| \| \| \| \| \| \| \| \| \| \| \| \| \| \| \| \| \| \| \| \| \| \| \| \| \| \| 8. Garcí Sánchez de Alvarado, señor de la Casa del Varado \| \| \| \| \| \| \| \| \| \| \| \| \| \| \| \| \| \| \| \| \| \| \| \| \| \| \| \| \| \| \| \| \| \| \| \| \| \| \| \| \| \| \| \| \| \| \| \| \| \| \| \| \| \| 17. María González de Aguiar \| \| \| \| \| \| \| \| \| \| \| \| \| \| \| \| \| \| \| \| \| \| \| \| \| \| \| \| \| \| \| \| \| \| \| \| \| \| \| \| \| \| \| \| \| \| \| \| \| \| \| \| \| \| 4. Juan de Alvarado y Bracamonte, comendador de Hornachos \| \| \| \| \| \| \| \| \| \| \| \| \| \| \| \| \| \| \| \| \| \| \| \| \| \| \| \| \| \| \| \| \| \| \| \| \| \| \| \| \| \| \| \| \| \| \| \| \| \| \| \| \| \| 18. mariscal de Castilla Álvaro Dávila, señor de Peñaranda y Fuente el Sol \| \| \| \| \| \| \| \| \| \| \| \| \| \| \| \| \| \| \| \| \| \| \| \| \| \| \| \| \| \| \| \| \| \| \| \| \| \| \| \| \| \| \| \| \| \| \| \| \| \| \| \| \| \| 9. Leonor de Bracamonte Dávila \| \| \| \| \| \| \| \| \| \| \| \| \| \| \| \| \| \| \| \| \| \| \| \| \| \| \| \| \| \| \| \| \| \| \| \| \| \| \| \| \| \| \| \| \| \| \| \| \| \| \| \| \| \| 19. Juana de Bracamonte y Mendoza \| \| \| \| \| \| \| \| \| \| \| \| \| \| \| \| \| \| \| \| \| \| \| \| \| \| \| \| \| \| \| \| \| \| \| \| \| \| \| \| \| \| \| \| \| \| \| \| \| \| \| \| \| \| 2. general Diego Gómez de Alvarado y Messía, comendador de Lobón \| \| \| \| \| \| \| \| \| \| \| \| \| \| \| \| \| \| \| \| \| \| \| \| \| \| \| \| \| \| \| \| \| \| \| \| \| \| \| \| \| \| \| \| \| \| \| \| \| \| \| \| \| \| 20. Garcí Messía Ossorio \| \| \| \| \| \| \| \| \| \| \| \| \| \| \| \| \| \| \| \| \| \| \| \| \| \| \| \| \| \| \| \| \| \| \| \| \| \| \| \| \| \| \| \| \| \| \| \| \| \| \| \| \| \| 10. Diego Messía y Ossorio, señor de Loriana \| \| \| \| \| \| \| \| \| \| \| \| \| \| \| \| \| \| \| \| \| \| \| \| \| \| \| \| \| \| \| \| \| \| \| \| \| \| \| \| \| \| \| \| \| \| \| \| \| \| \| \| \| \| 21. María de Guzmán \| \| \| \| \| \| \| \| \| \| \| \| \| \| \| \| \| \| \| \| \| \| \| \| \| \| \| \| \| \| \| \| \| \| \| \| \| \| \| \| \| \| \| \| \| \| \| \| \| \| \| \| \| \| 5. Catalina Messía de Sandoval \| \| \| \| \| \| \| \| \| \| \| \| \| \| \| \| \| \| \| \| \| \| \| \| \| \| \| \| \| \| \| \| \| \| \| \| \| \| \| \| \| \| \| \| \| \| \| \| \| \| \| \| \| \| 22. Pedro de Sandoval \| \| \| \| \| \| \| \| \| \| \| \| \| \| \| \| \| \| \| \| \| \| \| \| \| \| \| \| \| \| \| \| \| \| \| \| \| \| \| \| \| \| \| \| \| \| \| \| \| \| \| \| \| \| 11. María de Sandoval Sotomayor, señora de Valdetorres y Los Corros \| \| \| \| \| \| \| \| \| \| \| \| \| \| \| \| \| \| \| \| \| \| \| \| \| \| \| \| \| \| \| \| \| \| \| \| \| \| \| \| \| \| \| \| \| \| \| \| \| \| \| \| \| \| 23. Juana de Sotomayor \| \| \| \| \| \| \| \| \| \| \| \| \| \| \| \| \| \| \| \| \| \| \| \| \| \| \| \| \| \| \| \| \| \| \| \| \| \| \| \| \| \| \| \| \| \| \| \| \| \| \| \| \| \| 1. Pedro de Alvarado y Contreras, I adelantado de Guatemala \| \| \| \| \| \| \| \| \| \| \| \| \| \| \| \| \| \| \| \| \| \| \| \| \| \| \| \| \| \| \| \| \| \| \| \| \| \| \| \| \| \| \| \| \| \| \| \| \| \| \| \| \| \| 24. Álvar García de Contreras \| \| \| \| \| \| \| \| \| \| \| \| \| \| \| \| \| \| \| \| \| \| \| \| \| \| \| \| \| \| \| \| \| \| \| \| \| \| \| \| \| \| \| \| \| \| \| \| \| \| \| \| \| \| 12. Hernando de Contreras, "el Viejo" \| \| \| \| \| \| \| \| \| \| \| \| \| \| \| \| \| \| \| \| \| \| \| \| \| \| \| \| \| \| \| \| \| \| \| \| \| \| \| \| \| \| \| \| \| \| \| \| \| \| \| \| \| \| 6. Gonzalo de Contreras y Carvajal \| \| \| \| \| \| \| \| \| \| \| \| \| \| \| \| \| \| \| \| \| \| \| \| \| \| \| \| \| \| \| \| \| \| \| \| \| \| \| \| \| \| \| \| \| \| \| \| \| \| \| \| \| \| 26. Alvar García de Bejarano, señor de Orellana de la Sierra y de Carvajal la Nueva \| \| \| \| \| \| \| \| \| \| \| \| \| \| \| \| \| \| \| \| \| \| \| \| \| \| \| \| \| \| \| \| \| \| \| \| \| \| \| \| \| \| \| \| \| \| \| \| \| \| \| \| \| \| 13. Sara de Carvajal \| \| \| \| \| \| \| \| \| \| \| \| \| \| \| \| \| \| \| \| \| \| \| \| \| \| \| \| \| \| \| \| \| \| \| \| \| \| \| \| \| \| \| \| \| \| \| \| \| \| \| \| \| \| 27. Mencía de Carvajal y Villalobos \| \| \| \| \| \| \| \| \| \| \| \| \| \| \| \| \| \| \| \| \| \| \| \| \| \| \| \| \| \| \| \| \| \| \| \| \| \| \| \| \| \| \| \| \| \| \| \| \| \| \| \| \| \| 3. Leonor de Contreras y Trejo \| \| \| \| \| \| \| \| \| \| \| \| \| \| \| \| \| \| \| \| \| \| \| \| \| \| \| \| \| \| \| \| \| \| \| \| \| \| \| \| \| \| \| \| \| \| \| \| \| \| \| \| \| \| 28. Gonzalo Bermúdez de Trejo, VI señor de Grimaldo \| \| \| \| \| \| \| \| \| \| \| \| \| \| \| \| \| \| \| \| \| \| \| \| \| \| \| \| \| \| \| \| \| \| \| \| \| \| \| \| \| \| \| \| \| \| \| \| \| \| \| \| \| \| 14. Gutierre de Trejo y Ovando, VII señor de Grimaldo, de Almofrague y la Corchuela \| \| \| \| \| \| \| \| \| \| \| \| \| \| \| \| \| \| \| \| \| \| \| \| \| \| \| \| \| \| \| \| \| \| \| \| \| \| \| \| \| \| \| \| \| \| \| \| \| \| \| \| \| \| 29. María de Ovando \| \| \| \| \| \| \| \| \| \| \| \| \| \| \| \| \| \| \| \| \| \| \| \| \| \| \| \| \| \| \| \| \| \| \| \| \| \| \| \| \| \| \| \| \| \| \| \| \| \| \| \| \| \| 7. Isabel Gutiérrez de Trejo y Ulloa \| \| \| \| \| \| \| \| \| \| \| \| \| \| \| \| \| \| \| \| \| \| \| \| \| \| \| \| \| \| \| \| \| \| \| \| \| \| \| \| \| \| \| \| \| \| \| \| \| \| \| \| \| \| 30. Fernán Gutiérrez de Valverde, IX señor de la Torre de Castellanos \| \| \| \| \| \| \| \| \| \| \| \| \| \| \| \| \| \| \| \| \| \| \| \| \| \| \| \| \| \| \| \| \| \| \| \| \| \| \| \| \| \| \| \| \| \| \| \| \| \| \| \| \| \| 15. Violante Gutiérrez de la Cerda \| \| \| \| \| \| \| \| \| \| \| \| \| \| \| \| \| \| \| \| \| \| \| \| \| \| \| \| \| \| \| \| \| \| \| \| \| \| \| \| \| \| \| \| \| \| \| \| \| \| \| \| \| \| 31. Mafalda de la Cerda \| \| \| \| \| \| \| \| \| \| \| \| \| \| \| \| \| \| \| \| \| \| \| \| \| \| \| \| \| \| \| \| \| \| \| \| \| \| \| \| \| \| \| \| \| \| \| \| \| \| \| \| |                                                                                     |  |  |  |  |  |  |  |  |  |  |  |  |  |  |  |
| |                                                                                     |  |  |  |  |  |  |  |  |  |  |  |  |  |  |  |
| | 16. Fernán Sánchez del Varado, señor de la Casa del Varado                          |  |  |  |  |  |  |  |  |  |  |  |  |  |  |  |
| |                                                                                     |  |  |  |  |  |  |  |  |  |  |  |  |  |  |  |
| |                                                                                     |  |  |  |  |  |  |  |  |  |  |  |  |  |  |  |
| | 8. Garcí Sánchez de Alvarado, señor de la Casa del Varado                           |  |  |  |  |  |  |  |  |  |  |  |  |  |  |  |
| |                                                                                     |  |  |  |  |  |  |  |  |  |  |  |  |  |  |  |
| |                                                                                     |  |  |  |  |  |  |  |  |  |  |  |  |  |  |  |
| | 17. María González de Aguiar                                                        |  |  |  |  |  |  |  |  |  |  |  |  |  |  |  |
| |                                                                                     |  |  |  |  |  |  |  |  |  |  |  |  |  |  |  |
| |                                                                                     |  |  |  |  |  |  |  |  |  |  |  |  |  |  |  |
| | 4. Juan de Alvarado y Bracamonte, comendador de Hornachos                           |  |  |  |  |  |  |  |  |  |  |  |  |  |  |  |
| |                                                                                     |  |  |  |  |  |  |  |  |  |  |  |  |  |  |  |
| |                                                                                     |  |  |  |  |  |  |  |  |  |  |  |  |  |  |  |
| | 18. mariscal de Castilla Álvaro Dávila, señor de Peñaranda y Fuente el Sol          |  |  |  |  |  |  |  |  |  |  |  |  |  |  |  |
| |                                                                                     |  |  |  |  |  |  |  |  |  |  |  |  |  |  |  |
| |                                                                                     |  |  |  |  |  |  |  |  |  |  |  |  |  |  |  |
| | 9. Leonor de Bracamonte Dávila                                                      |  |  |  |  |  |  |  |  |  |  |  |  |  |  |  |
| |                                                                                     |  |  |  |  |  |  |  |  |  |  |  |  |  |  |  |
| |                                                                                     |  |  |  |  |  |  |  |  |  |  |  |  |  |  |  |
| | 19. Juana de Bracamonte y Mendoza                                                   |  |  |  |  |  |  |  |  |  |  |  |  |  |  |  |
| |                                                                                     |  |  |  |  |  |  |  |  |  |  |  |  |  |  |  |
| |                                                                                     |  |  |  |  |  |  |  |  |  |  |  |  |  |  |  |
| | 2. general Diego Gómez de Alvarado y Messía, comendador de Lobón                    |  |  |  |  |  |  |  |  |  |  |  |  |  |  |  |
| |                                                                                     |  |  |  |  |  |  |  |  |  |  |  |  |  |  |  |
| |                                                                                     |  |  |  |  |  |  |  |  |  |  |  |  |  |  |  |
| | 20. Garcí Messía Ossorio                                                            |  |  |  |  |  |  |  |  |  |  |  |  |  |  |  |
| |                                                                                     |  |  |  |  |  |  |  |  |  |  |  |  |  |  |  |
| |                                                                                     |  |  |  |  |  |  |  |  |  |  |  |  |  |  |  |
| | 10. Diego Messía y Ossorio, señor de Loriana                                        |  |  |  |  |  |  |  |  |  |  |  |  |  |  |  |
| |                                                                                     |  |  |  |  |  |  |  |  |  |  |  |  |  |  |  |
| |                                                                                     |  |  |  |  |  |  |  |  |  |  |  |  |  |  |  |
| | 21. María de Guzmán                                                                 |  |  |  |  |  |  |  |  |  |  |  |  |  |  |  |
| |                                                                                     |  |  |  |  |  |  |  |  |  |  |  |  |  |  |  |
| |                                                                                     |  |  |  |  |  |  |  |  |  |  |  |  |  |  |  |
| | 5. Catalina Messía de Sandoval                                                      |  |  |  |  |  |  |  |  |  |  |  |  |  |  |  |
| |                                                                                     |  |  |  |  |  |  |  |  |  |  |  |  |  |  |  |
| |                                                                                     |  |  |  |  |  |  |  |  |  |  |  |  |  |  |  |
| | 22. Pedro de Sandoval                                                               |  |  |  |  |  |  |  |  |  |  |  |  |  |  |  |
| |                                                                                     |  |  |  |  |  |  |  |  |  |  |  |  |  |  |  |
| |                                                                                     |  |  |  |  |  |  |  |  |  |  |  |  |  |  |  |
| | 11. María de Sandoval Sotomayor, señora de Valdetorres y Los Corros                 |  |  |  |  |  |  |  |  |  |  |  |  |  |  |  |
| |                                                                                     |  |  |  |  |  |  |  |  |  |  |  |  |  |  |  |
| |                                                                                     |  |  |  |  |  |  |  |  |  |  |  |  |  |  |  |
| | 23. Juana de Sotomayor                                                              |  |  |  |  |  |  |  |  |  |  |  |  |  |  |  |
| |                                                                                     |  |  |  |  |  |  |  |  |  |  |  |  |  |  |  |
| |                                                                                     |  |  |  |  |  |  |  |  |  |  |  |  |  |  |  |
| | 1. Pedro de Alvarado y Contreras, I adelantado de Guatemala                         |  |  |  |  |  |  |  |  |  |  |  |  |  |  |  |
| |                                                                                     |  |  |  |  |  |  |  |  |  |  |  |  |  |  |  |
| |                                                                                     |  |  |  |  |  |  |  |  |  |  |  |  |  |  |  |
| | 24. Álvar García de Contreras                                                       |  |  |  |  |  |  |  |  |  |  |  |  |  |  |  |
| |                                                                                     |  |  |  |  |  |  |  |  |  |  |  |  |  |  |  |
| |                                                                                     |  |  |  |  |  |  |  |  |  |  |  |  |  |  |  |
| | 12. Hernando de Contreras, "el Viejo"                                               |  |  |  |  |  |  |  |  |  |  |  |  |  |  |  |
| |                                                                                     |  |  |  |  |  |  |  |  |  |  |  |  |  |  |  |
| |                                                                                     |  |  |  |  |  |  |  |  |  |  |  |  |  |  |  |
| | 6. Gonzalo de Contreras y Carvajal                                                  |  |  |  |  |  |  |  |  |  |  |  |  |  |  |  |
| |                                                                                     |  |  |  |  |  |  |  |  |  |  |  |  |  |  |  |
| |                                                                                     |  |  |  |  |  |  |  |  |  |  |  |  |  |  |  |
| | 26. Alvar García de Bejarano, señor de Orellana de la Sierra y de Carvajal la Nueva |  |  |  |  |  |  |  |  |  |  |  |  |  |  |  |
| |                                                                                     |  |  |  |  |  |  |  |  |  |  |  |  |  |  |  |
| |                                                                                     |  |  |  |  |  |  |  |  |  |  |  |  |  |  |  |
| | 13. Sara de Carvajal                                                                |  |  |  |  |  |  |  |  |  |  |  |  |  |  |  |
| |                                                                                     |  |  |  |  |  |  |  |  |  |  |  |  |  |  |  |
| |                                                                                     |  |  |  |  |  |  |  |  |  |  |  |  |  |  |  |
| | 27. Mencía de Carvajal y Villalobos                                                 |  |  |  |  |  |  |  |  |  |  |  |  |  |  |  |
| |                                                                                     |  |  |  |  |  |  |  |  |  |  |  |  |  |  |  |
| |                                                                                     |  |  |  |  |  |  |  |  |  |  |  |  |  |  |  |
| | 3. Leonor de Contreras y Trejo                                                      |  |  |  |  |  |  |  |  |  |  |  |  |  |  |  |
| |                                                                                     |  |  |  |  |  |  |  |  |  |  |  |  |  |  |  |
| |                                                                                     |  |  |  |  |  |  |  |  |  |  |  |  |  |  |  |
| | 28. Gonzalo Bermúdez de Trejo, VI señor de Grimaldo                                 |  |  |  |  |  |  |  |  |  |  |  |  |  |  |  |
| |                                                                                     |  |  |  |  |  |  |  |  |  |  |  |  |  |  |  |
| |                                                                                     |  |  |  |  |  |  |  |  |  |  |  |  |  |  |  |
| | 14. Gutierre de Trejo y Ovando, VII señor de Grimaldo, de Almofrague y la Corchuela |  |  |  |  |  |  |  |  |  |  |  |  |  |  |  |
| |                                                                                     |  |  |  |  |  |  |  |  |  |  |  |  |  |  |  |
| |                                                                                     |  |  |  |  |  |  |  |  |  |  |  |  |  |  |  |
| | 29. María de Ovando                                                                 |  |  |  |  |  |  |  |  |  |  |  |  |  |  |  |
| |                                                                                     |  |  |  |  |  |  |  |  |  |  |  |  |  |  |  |
| |                                                                                     |  |  |  |  |  |  |  |  |  |  |  |  |  |  |  |
| | 7. Isabel Gutiérrez de Trejo y Ulloa                                                |  |  |  |  |  |  |  |  |  |  |  |  |  |  |  |
| |                                                                                     |  |  |  |  |  |  |  |  |  |  |  |  |  |  |  |
| |                                                                                     |  |  |  |  |  |  |  |  |  |  |  |  |  |  |  |
| | 30. Fernán Gutiérrez de Valverde, IX señor de la Torre de Castellanos               |  |  |  |  |  |  |  |  |  |  |  |  |  |  |  |
| |                                                                                     |  |  |  |  |  |  |  |  |  |  |  |  |  |  |  |
| |                                                                                     |  |  |  |  |  |  |  |  |  |  |  |  |  |  |  |
| | 15. Violante Gutiérrez de la Cerda                                                  |  |  |  |  |  |  |  |  |  |  |  |  |  |  |  |
| |                                                                                     |  |  |  |  |  |  |  |  |  |  |  |  |  |  |  |
| |                                                                                     |  |  |  |  |  |  |  |  |  |  |  |  |  |  |  |
| | 31. Mafalda de la Cerda                                                             |  |  |  |  |  |  |  |  |  |  |  |  |  |  |  |
| |                                                                                     |  |  |  |  |  |  |  |  |  |  |  |  |  |  |  |
| |                                                                                     |  |  |  |  |  |  |  |  |  |  |  |  |  |  |  |

## Misceláneas
Alvarado es ancestro directo del dos veces Presidente de Chile, Carlos Ibáñez del Campo .